# نيويورك (مجلة)
نيويورك (بالإنجليزية: New York)‏ مجلة أمريكية نصف شهرية تتعلق بالحياة والثقافة والسياسة والأسلوب عموما، مع التركيز بشكل خاص على مدينة نيويورك. أسسها ميلتون غلاسر وكلاي فيلكر في عام 1968 كمنافس ل  نيويوركر .

## روابط خارجية
- نيويورك على موقع الموسوعة البريطانية (الإنجليزية)
- Official website
- 40th Anniversary
- New York Archive on Google Books